# Beyrie-en-Béarn
Beyrie-en-Béarn (okzitanisch: Veiria) ist eine französische Gemeinde des Départements Pyrénées-Atlantiques mit 195 Einwohnern (Stand: 1. Januar 2022) in der Region Nouvelle-Aquitaine (vor 2016: Aquitanien). Administrativ ist sie dem Kanton Artix et Pays de Soubestre (bis 2015: Kanton Lescar) und dem Arrondissement Pau zugeteilt. Die Einwohner werden Beyriens genannt.

## Geografie
Beyrie-en-Béarn liegt etwa elf Kilometer nordwestlich von Pau. Umgeben wird Beyrie-en-Béarn von den Nachbargemeinden Bougarber im Norden und Osten, Poey-de-Lescar im Süden, Aussevielle im Südwesten sowie Denguin im Westen.

## Bevölkerungsentwicklung
| Jahr                      | 1936 | 1946 | 1954 | 1962 | 1968 | 1975 | 1982 | 1990 | 1999 | 2006 | 2013 |
| ------------------------- | ---- | ---- | ---- | ---- | ---- | ---- | ---- | ---- | ---- | ---- | ---- |
| Einwohner                 | 85   | 80   | 80   | 101  | 109  | 108  | 97   | 82   | 131  | 166  | 193  |
| Quelle: Cassini und INSEE |      |      |      |      |      |      |      |      |      |      |      |

## Sehenswürdigkeiten
- Kirche Notre-Dame aus dem Jahre 1896